# 波埃扎
波埃扎（法語：Poëzat，法語發音：[pɔɛza]）是法国阿列省的一个市镇，位于该省南部，属于维希区。

## 地理
波埃扎（46°4'39"N, 3°13'27"E）面积2.12 平方千米，位于法国奥弗涅-罗讷-阿尔卑斯大区阿列省，该省份为法国中部省份，北起涅夫勒省、西北接谢尔省，西南至克勒兹省，南至多姆山省，东南临卢瓦尔省，东临索恩-卢瓦尔省。
与波埃扎接壤的市镇（或旧市镇、城区）包括：沙尔姆、加纳、圣热内斯迪雷茨。

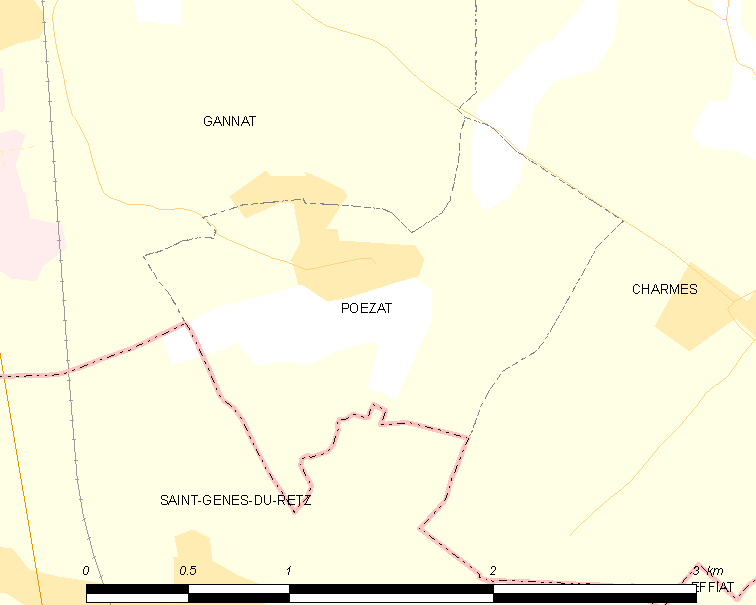
波埃扎的OSM定位图

波埃扎的时区为UTC+01:00、UTC+02:00（夏令时）。

## 行政
波埃扎的邮政编码为03800，INSEE市镇编码为03209。

## 政治
波埃扎所属的省级选区为加纳县。

## 人口

1962-2008年间波埃扎人口变化图示

波埃扎于2022年1月1日时的人口数量为152人。